# Червоні луки
«Червоні луки» (дан. De røde Enge) — данський фільм-драма 1945 року поставлений режисерами Боділ Іпсен та Лау Лаурітценом (молодшим). Фільм було знято за кілька місяців відразу після закінчення Другої світової війни за однойменним дебютним романом данських письменників Лека Фішера та Оле Юула, і він отримав схвальні відгуки від сучасників.
Разом з іншими 11-ма стрічками фільм здобув Гран-прі 1-го Каннського кінофестивалю у 1946 році .

## Сюжет
Друга світова війна, Данія, окупована нацистами. Молодий партизан Міхаель (Пол Рейгардт) знаходиться в гестапо, чекаючи своєї страти. Глядачеві показано його спогади про те, що передувало його полону.
На луках десь в Ютландії Міхаель з товаришами чекає скидання зброї і вибухівки з англійських літаків для боротьби з фашистами. Несподівано з'являються німецькі солдати. Відстрілюючись, Міхаелю вдається відійти. На путівці́ він зупиняє машину з німецьким офіцером (Арне Хершгольд), вбиває його і переодягається в його форму. Таким чином, йому вдається досягти Копенгагена і знайти там свою дівчину Руту (Лізабет Мовін).
Тим часом командир групи, Тото (Лау Лаурітцен-молодший), чекає Міхаеля: у партизанів на черзі вибух фабрики зброї. Тото надходить інформація, що в їх групі з'явився "кріт", тому акція відкладається.
Але незабаром після повернення Міхаеля операція починається, і партизани потрапляють в засідку; Міхаель поранений, але устигає підірвати фабрику перед тим, як потрапити в полон.
Знову у в'язниці: Міхаелю співчуває один з охоронців, Стейнц (Пер Букхей), він намагається полегшити долю арештанта дрібними радощами життя, але не в змозі запобігти тортурам і страті. Міхаеля катують, але він стійко переносить страждання. У в'язниці він дізнається, хто донощик, і через Стейнца передає інформацію на волю: це — Пріккен (Пребен Неергаард).
Настає день страти. Стейнц, що конвоює Міхаеля, розповідає йому, що днями при бомбардуванні загинула уся його сім'я. Міхаель пропонує Стейнцу такати разом, але той замість цього вирішує накласти на себе руки прямо в машині конвою. В результаті цієї події Міхаелю вдається втекти і зв'язатися з Тото.
У фіналі фільму Міхаель і Рут втікають в нейтральну Швецію, де можуть передихнути від жахів війни.

## В ролях
| Пауль Рейгардт         | ···· | Міхаель               |
| Лізабет Мовін          | ···· | Рут                   |
| Пер Букхей             | ···· | Стейнц                |
| Гірд Лофквіст          | ···· | Густав                |
| К'єльд Якобсен         | ···· | Гансен                |
| Пребен Каас            | ···· | Ерік                  |
| Арне Хершгольд         | ···· | німецький фельдфебель |
| Карл Йоргенсон         | ···· | німецький майор       |
| Лау Лаурітцен-молодший | ···· | Тото                  |
| Пребен Неергаард       | ···· | Пріккен               |

## Цікаві факти
- Фільм отримав назву від фрази головної героїні, адресованої головному героєві: «Якщо ти помреш, то усе безглуздо. Я тоді перестану існувати. Луки перестануть бути для мене зеленими — вони стануть червоними від твоєї крові».

## Визнання
| Нагороди та номінації фільму «Червоні луки» | Нагороди та номінації фільму «Червоні луки» | Нагороди та номінації фільму «Червоні луки» | Нагороди та номінації фільму «Червоні луки» | Нагороди та номінації фільму «Червоні луки» | Нагороди та номінації фільму «Червоні луки» |
| Рік                                         | Кінофестиваль/кінопремія                    | Категорія/нагорода                          | Номінант                                    | Результат                                   |                                             |
| ------------------------------------------- | ------------------------------------------- | ------------------------------------------- | ------------------------------------------- | ------------------------------------------- | ------------------------------------------- |
| 1900                                        | 1-й Каннський кінофестиваль                 | Гран-прі                                    | Зелені луки                                 | Перемога                                    |                                             |